# Vzpírání na Letních olympijských hrách 2004
Vzpěračské soutěže na Letních olympijských hrách 2004 byly na programu od 14. do 25. srpna. Konaly se ve městě Níkaia (Νίκαια).
Ve vzpírání soutěžilo 260 reprezentantů ze 79 zemí, podruhé v olympijské historii soutěžily ženy. Českou republiku na hrách zastupoval Tomáš Matykiewicz, který se představil v kategorii do 105 kg. Výkonem 392,5 kg v dvojboji obsadil konečné 13. místo.
Podobně jako na předchozích hrách v australském Sydney poznamenaly výsledky četné diskvalifikace v souvislosti s užíváním zakázaných látek.

## Soutěže
Ve vzpírání bylo rozděleno 15 sad medailí, z toho o 8 bojovali muži a o 7 ženy. Medaile byly udělovány v následujících váhových kategoriích:
Medaile byly udělovány pouze za výsledek v dvojboji (součet výkonů z trhu a nadhozu). V jedné váhové kategorii mohli startovat maximálně dva reprezentanti jedné země.

## Medailisté

### Muži
| Kategorie  | Zlato                          | výsledek                     | Stříbro                             | výsledek               | Bronz                               | výsledek               |
| Do 56 kg   | Halil Mutlu · Turecko (TUR)    | 295 kg (135 + 160)           | Wu Mej-ťin · Čína (CHN)             | 287,5 kg (130 + 157,5) | Sedat Artuç · Turecko (TUR)         | 280 kg (125 + 155)     |
| Do 62 kg   | Š' Č'-jung · Čína (CHN)        | 325 kg (152,5 OR + 172,5)    | Le Mao-šeng · Čína (CHN)            | 312,5 kg (140 + 172,5) | Israel José Rubio · Venezuela (VEN) | 295 kg (132,5 + 162,5) |
| Do 69 kg   | Čang Kuo-čeng · Čína (CHN)     | 347,5 kg (160 + 187,5)       | I Pä-jong · Jižní Korea (KOR)       | 342,5 kg (152,5 + 190) | Nikolaj Pešalov · Chorvatsko (CRO)  | 337,5 kg (150 + 187,5) |
| Do 77 kg   | Taner Sağır · Turecko (TUR)    | 375 kg OR (172,5 OR + 202,5) | Sergej Filimonov · Kazachstán (KAZ) | 372,5 kg (172,5 + 200) | Reyhan Arabacıoğlu · Turecko (TUR)  | 360 kg (165 + 195)     |
| Do 85 kg   | Giorgi Asanidze · Gruzie (GEO) | 382,5 kg (177,5 + 205)       | Andrej Rybakou · Bělorusko (BLR)    | 380 kg (180 + 200)     | Pyrros Dimas · Řecko (GRE)          | 377,5 kg (175 + 202,5) |
| Do 94 kg   | Milen Dobrev · Bulharsko (BUL) | 407,5 kg (187,5 + 220)       | Chadžimurat Akkajev · Rusko (RUS)   | 405 kg (185 + 220)     | Eduard Ťukin · Rusko (RUS)          | 397,5 kg (182,5 + 215) |
| Do 105 kg  | Dmitrij Berestov · Rusko (RUS) | 425 kg (195 OR + 230)        | Ihor Razoronov · Ukrajina (UKR)     | 420 kg (190 + 230)     | Gleb Pisarevskij · Rusko (RUS)      | 415 kg (190 + 225)     |
| Nad 105 kg | Hossein Rezazadeh · Írán (IRI) | 472,5 kg (210 + 263,5 SR)    | Viktors Ščerbatihs · Lotyšsko (LAT) | 455 kg (205 + 250)     | Veličko Čolakov · Bulharsko (BUL)   | 447,5 kg (207,5 + 240) |

### Ženy
| Kategorie | Zlato                               | výsledek                      | Stříbro                                  | výsledek                     | Bronz                                 | výsledek               |
| Do 48 kg  | Nurcan Taylanová · Turecko (TUR)    | 210 kg SR (97,5 SR + 112,5)   | Li Čuo · Čína (CHN)                      | 205 kg (92,5 + 112,5)        | Árí Wíráttawonová · Thajsko (THA)     | 200 kg (85 + 115 OR)   |
| Do 53 kg  | Udomporn Polsaková · Thajsko (THA)  | 222,5 kg (97,5 + 125)         | Raema Lisa Rumbewasová · Indonésie (INA) | 210 kg (95 + 115)            | Mabel Mosqueraová · Kolumbie (COL)    | 197,5 kg (87,5 + 110)  |
| Do 58 kg  | Čchen Jen-čching · Čína (CHN)       | 237,5 kg OR (107,5 OR + 130)  | Ri Song-hui · Severní Korea (PRK)        | 232,5 kg (102,5 + 130)       | Wandee Kameaimová · Thajsko (THA)     | 230 kg (102,5 + 127,5) |
| Do 63 kg  | Natalija Skakunová · Ukrajina (UKR) | 242,5 kg (107,5 + 135 OR)     | Hanna Bacjušková · Bělorusko (BLR)       | 242,5 kg (115 SR + 127,5)    | Tacjana Stukalavová · Bělorusko (BLR) | 222,5 kg (100 + 122,5) |
| Do 69 kg  | Liou Čchun-chung · Čína (CHN)       | 275 kg SR (122,5 SR + 153 SR) | Eszter Krutzlerová · Maďarsko (HUN)      | 262,5 kg (117,5 + 145)       | Zarema Kasajevová · Rusko (RUS)       | 262,5 kg (117,5 + 145) |
| Do 75 kg  | Pawina Thongsuková · Thajsko (THA)  | 272,5 kg (122,5 + 150 OR)     | Natalja Zabolotná · Rusko (RUS)          | 272,5 kg SR (125 SR + 147,5) | Valentina Popovová · Rusko (RUS)      | 265 kg (120,5 + 145)   |
| Nad 75 kg | Tchang Kung-chung · Čína (CHN)      | 305 kg SR (122,5 + 182,5 SR)  | Džang Mi-ran · Jižní Korea (KOR)         | 302,5 kg (130 + 172,5)       | Agata Wróbelová · Polsko (POL)        | 290 kg (130 + 160)     |

## Medailová tabulka
| Pořadí | Země          | Zlato | Stříbro | Bronz |
| ------ | ------------- | ----- | ------- | ----- |
| 1.     | Čína          | 5     | 3       | -     |
| 2.     | Turecko       | 3     | -       | 2     |
| 3.     | Thajsko       | 2     | -       | 2     |
| 4.     | Rusko         | 1     | 2       | 4     |
| 5.     | Ukrajina      | 1     | 1       | -     |
| 6.     | Bulharsko     | 1     | -       | 1     |
| T7     | Gruzie        | 1     | -       | -     |
| T7     | Írán          | 1     | -       | -     |
| 9.     | Bělorusko     | -     | 2       | 1     |
| 10.    | Jižní Korea   | -     | 2       | -     |
| T11    | Indonésie     | -     | 1       | -     |
| T11    | Kazachstán    | -     | 1       | -     |
| T11    | Lotyšsko      | -     | 1       | -     |
| T11    | Maďarsko      | -     | 1       | -     |
| T11    | Severní Korea | -     | 1       | -     |
| T16    | Chorvatsko    | -     | -       | 1     |
| T16    | Kolumbie      | -     | -       | 1     |
| T16    | Polsko        | -     | -       | 1     |
| T16    | Řecko         | -     | -       | 1     |
| T16    | Venezuela     | -     | -       | 1     |